# Quaker Peace and Social Witness
El Testigo Cuáquero de la Paz y la Sociedad (Quaker Peace & Social Witness, Q.P.S.W.), inicialmente conocido como Servicio de Consejo de los Amigos (Friends Service Council), y más tarde como Paz y Servicio Cuáqueros (Quaker Peace and Service), es uno de los comités centrales de la Reunión Anual de la Sociedad de Amigos (Cuáqueros) en el Reino Unido (Britan Yearly Meeting), llevada a cabo por la Sociedad Religiosa de los Amigos (Religious Society of Friends, organización nacional de cuáqueros del Reino Unido). La organización se dedica a promover los testimonios de los cuáqueros británicos en términos de igualdad, justicia, paz, sencillez y sinceridad y trabaja junto a grupos de presión locales e internacionales de gran tamaño.
En 1947 el por aquel entonces denominado Servicio de Consejo de los Amigos recibió el Premio Nobel de la Paz compartido con su versión estadounidense, Servicio de consejo de los Amigos Americanos (American Friends Service Comitee).

## Labor de pacifismo en el Reino Unido
Peace Campaigning and Networking: Pretende hacer llegar a más personas el testimonio de paz, así como profundizar en su significado promoviendo el desarme y el trabajo contra el militarismo.
Turning The Tide: promueve el cambio social positivo y ayuda a grupos a incrementar su eficacia en el cese de la violencia.
Peace Education: apoya una serie de iniciativas para la educación de paz en las escuelas aconsejando y ayudando a los maestros involucrados en la resolución de conflictos o programas de mediación.

## Testigo Social
Economic Issues: trabaja con organizaciones en la base para traer cambios a las políticas del gobierno del Reino Unido, al FMI y al Banco Mundial. QPSW también tiene como objetivo influir las políticas de medio ambiente y sociedad de compañías multinacionales con base en el Reino Unido.
Crime & Community Justice: trabaja para promover el concepto de justicia restaurativa, responde a publicaciones gubernamentales y vigila el esquema "Circles".
Circles of Support & Accountability: trabaja con grupos de voluntarios entrenados y condenados por delitos sexuales puestos en libertad recientemente. Trata de reducir la tasa de reincidentes sexuales y ayuda a la integración de los mismos en la sociedad. En 2007-8, la iniciativa se cedió a Circles.uk, y, si bien los cuáqueros pueden seguir involucrados como voluntarios, la organización se ha reorientado como una red nacional de voluntarios de todas las creencias y de ninguna.
Quaker Prison Ministers: trabajan en equipos de capellanes de prisiones de diferentes creencias para ofrecer apoyo espiritual y amistad a los prisioneros de todas las creencias y de ninguna.
Quaker Housing Trust: es la institución de caridad propia de Britain Yearly Meeting. QHT ayuda a los proyectos locales apoyados por cuáqueros con consejo, préstamos y concesiones.
Parliamentary Liaison: busca expresar los valores de la Society of Friends en el contexto de la discusión política actual.
The Friends Educational Foundation: es un grupo de fondos de caridad administrado por QPSW en nombre de Meeting for Sufferings.

## Tarea global
Uganda: el papel de QPSW en Uganda es ayudar, entrenar y ofrecer consultoría a grupos y organizaciones que trabajan por la paz en el país.
Países de la antigua Yugoslavia: trabajan en facilitar una reconciliación sincera y superar los problemas del pasado. QPSW tiene trabajadores en Bosnia, Croacia y Serbia.
Oriente Próximo: QPSW dirige el UK/Ireland Ecumenical Accompaniment Programme en Palestina e Israel, enviando observadores de derechos humanos para acompañar a los activistas por la paz en sus actividades sin violencia.
Quaker United Nations Office: QUNO en Ginebra se concentra en 3 áreas: desarme y paz, derechos humanos y refugiados y asuntos económicos globales. QUNO trabaja en Ginebra y Nueva York para tratar con el Consejo Económico y Social de las Naciones Unidas en nombre de la Friends World Committee for Consultation.
Sur de Asia: QPSW trabaja para fortalecer el movimiento anti-violencia en el subcontinente indio ayudando en enlazar paz con organizaciones de cambio social.
QPSW y el American Friends Service Committee recibieron el Premio Nobel de la Paz en 1947.

## Historia
Las raíces del QPSW son el trabajo misionero hecho bajo el nombre de Friends Foreign Mission Association (1868–1927). Con la decaída de las misiones, la Mission Association se fusionó con el Council for International Service (1919–1927) para dar lugar a Friends Service Council (1927–1978), que se renombró a Quaker Peace and Service (1979–2000), y es conocido como Quaker Peace & Social Witness desde 2001.
La Friends Foreign Mission Association fue una de las fundadoras de la Universidad de la Unión de China Occidental en Chengdu, Sichuan, junto con la Sociedad de Misión Extranjera Bautista Estadounidense (Iglesias Bautistas Americanas USA), la Misión Episcopal Metodista Estadounidense (Iglesia Metodista Episcopal) y la Misión Metodista Canadiense (Iglesia Metodista de Canadá).